# Karel Christiaan van Nassau-Weilburg
Karel Christiaan van Nassau-Weilburg (Weilburg, 16 januari 1735 - Münsterdreisen bij Kirchheim, 28 november 1788) was vorst van Nassau-Weilburg, een deel van het graafschap Nassau. Als de zwager van prins Willem V van Oranje-Nassau was hij tevens in dienst van de Republiek der Zeven Verenigde Nederlanden en was achtereenvolgens gouverneur van Bergen op Zoom, Sluis en Maastricht. Hij stamt uit de Walramse Linie van het Huis Nassau.

## Biografie
Karel Christiaan was de enige zoon van vorst Karel August van Nassau-Weilburg en Augusta Frederica van Nassau-Idstein, dochter van vorst George August Samuel van Nassau-Idstein en Henriette Dorothea van Oettingen-Oettingen.
Tot opvoeder van Karel Christiaan werd in 1744 de Deense kolonel Karl de la Pottrie benoemd, die met zijn leerling naar Lausanne ging. Karel Christiaan volgde zijn vader in 1753 op, onder regentschap van vorst Karel van Nassau-Usingen, maar werd al in 1754 meerderjarig verklaard door keizer Frans I. 
Karel Christiaan stond in 1755 zijn deel van de stad en het ambt Homburg af aan de hertog van Palts-Zweibrücken die in ruil daarvoor het ambt Alsenz afstond. Hij werd in 1758 kolonel van een regiment infanterie in het Staatse leger (t/m 1770). Hij droeg de staatszaken van Nassau-Weilburg over aan De la Pottrie. Ter gelegenheid van zijn huwelijk werd hij in 1760 benoemd tot generaal van de Staatse infanterie en gouverneur van Bergen op Zoom (t/m 1765). Aangezien zijn echtgenote in het geval van een minderjarig overlijden van prins Willem V van Oranje-Nassau in aanmerking kwam voor het stadhouderschap, vestigden zij zich in Den Haag aan het Korte Voorhout in een door Pieter de Swart ontworpen stadspaleis, de huidige Koninklijke Schouwburg. Nadat Willem V meerderjarig was geworden, resideerden Karel Christiaan en Carolina ook te Weilburg en Kirchheimbolanden.
In 1765 werd Karel Christiaan benoemd tot kolonel van een regiment cavalerie en tot gouverneur van Sluis (t/m 1772). Hij deed in 1766 afstand van zijn rechten op Wadgassen ten faveure van Frankrijk. Sinds 1769 commandeerde hij als luitenant-veldmaarschalk en later veldmaarschalk de troepen van de Boven-Rijnse Kreits.
Op 5 januari 1773 werd Karel Christiaan benoemd tot gouverneur van Maastricht. In datzelfde jaar verkreeg hij van zijn zwager Willem V van Oranje-Nassau het gehele ambt Löhnberg (met de helft van Löhnberg, Waldhausen en Odersbach) en stond in ruil daarvoor Rückershausen, Hüblingen en Neunkirchen af. Ook in 1773 werd Falkenstein verbonden aan zijn landen en aan die van Karel van Nassau-Usingen. In 1775 werd hij ridder in de Orde van de Olifant. In Maastricht liet hij in 1777 het bestaande gouvernementspaleis ingrijpend verbouwen. In 1778 stond hij aan Karel Willem van Nassau-Usingen zijn deel van de “Vierherrische” af en verkreeg in ruil daarvoor het ambt Miehlen met Schönau.
In 1783 sloot Karel Christiaan een erfverdrag (Erneuerte Nassauische Erbverein) met Karel Willem van Nassau-Usingen, Lodewijk van Nassau-Saarbrücken en Willem V van Oranje-Nassau om de eenheid van de Nassause gebieden te bewaren. Daarbij werd onder andere voor het gehele Huis Nassau het eerstgeboorterecht ingevoerd.
Wegens de politieke problemen tussen de Republiek en keizer Jozef II nam Karel Christiaan in 1784 ontslag uit al zijn functies in de Republiek: gouverneur van Maastricht, generaal der infanterie en kolonel der cavalerie. Hij verlegde de hofhouding naar Nassau-Weilburg - voordien kwam hij slechts sporadisch in zijn stamland - waar de staatszaken sinds de dood van De la Pottrie in 1770 door Friedrich Ludwig Freiherr von Botzheim werden gevoerd. In 1787 keerde Karel Christiaan voor korte tijd terug en voerde vergeefs onderhandelingen met de patriotten.
In eigen land ondersteunde hij de oprichting van pensioenfondsen voor de nabestaanden van seculiere ambtenaren, geestelijken en leraren en financierde hij de fondsen ook mee. Met een nieuwe verordening werd de armenverzorging hervormd, er werden maatregelen genomen om de landbouwopbrengsten te verbeteren en de handel te bevorderen. In het onderwijs werden verbeteringen in de lerarenopleiding en het schoolbezoek geïntroduceerd.
Karel Christiaan overleed in 1788 aan een beroerte in zijn jachtpaviljoen te Münsterdreisen, ca. 8 km van Kirchheim. Hij werd opgevolgd door zijn oudst overlevende zoon Frederik Willem.

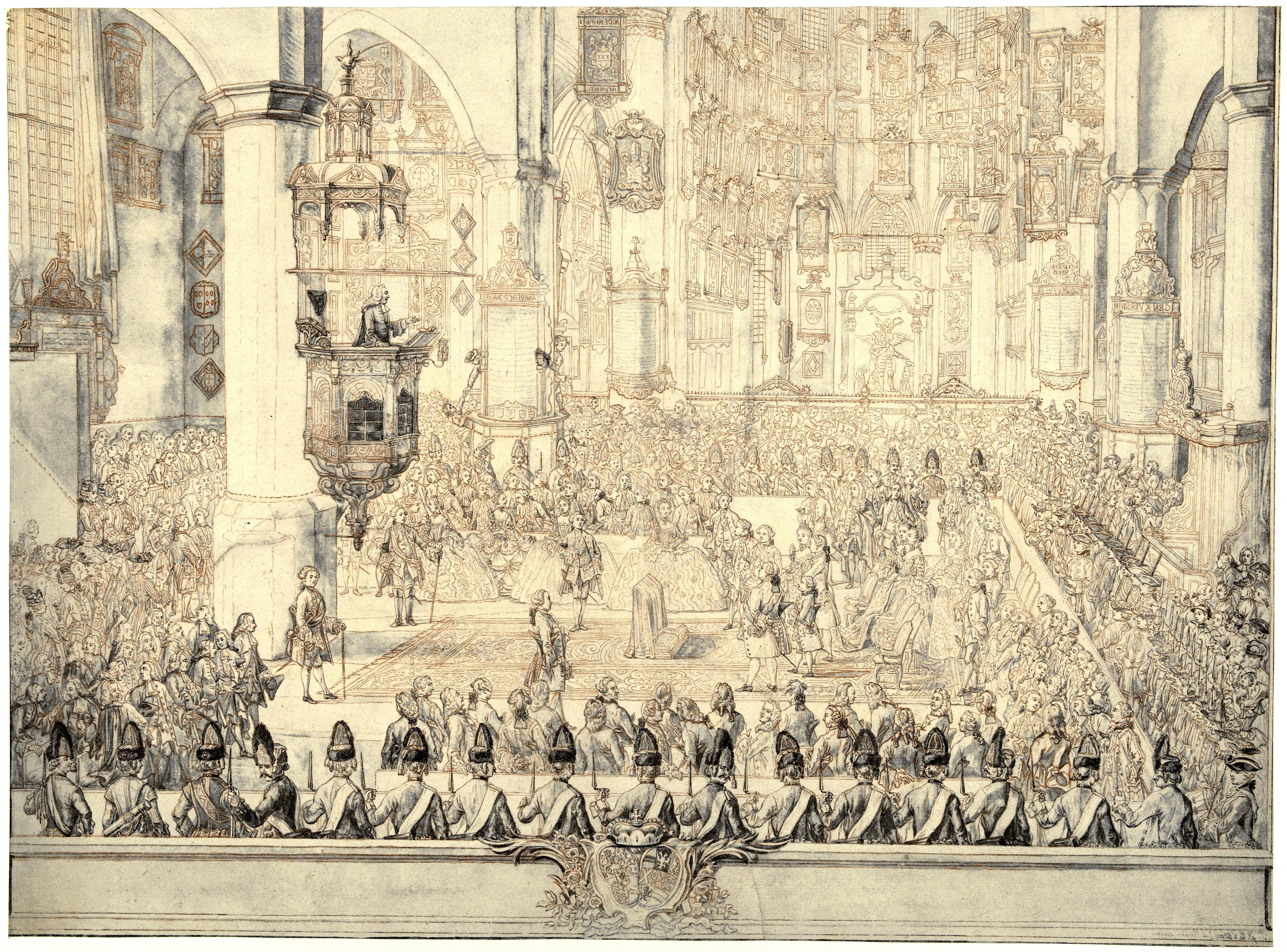
Het huwelijk van Karel Christiaan en Carolina in de Grote Kerk te Den Haag
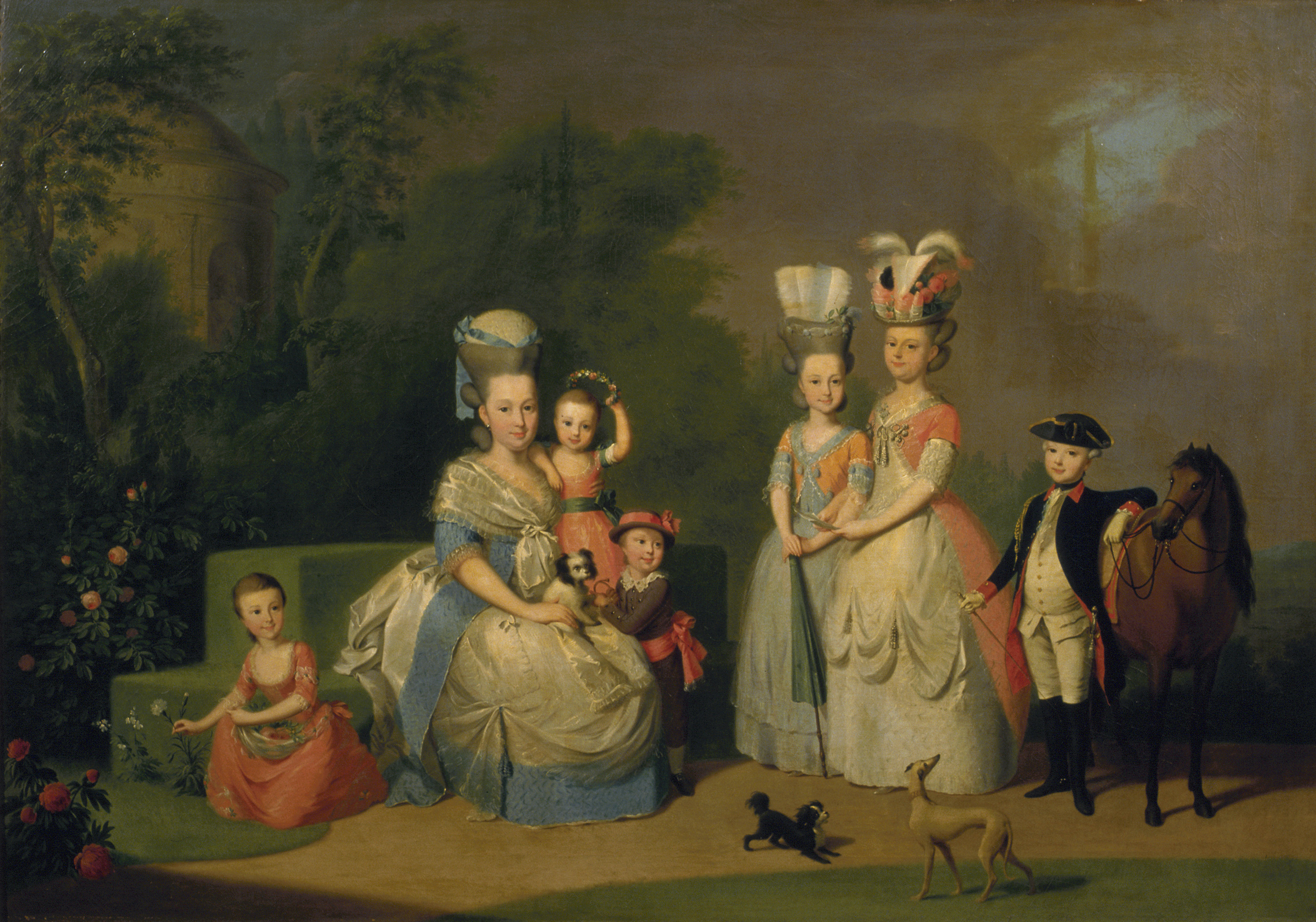
Carolina van Oranje-Nassau met haar kinderen ca. 1777-1778
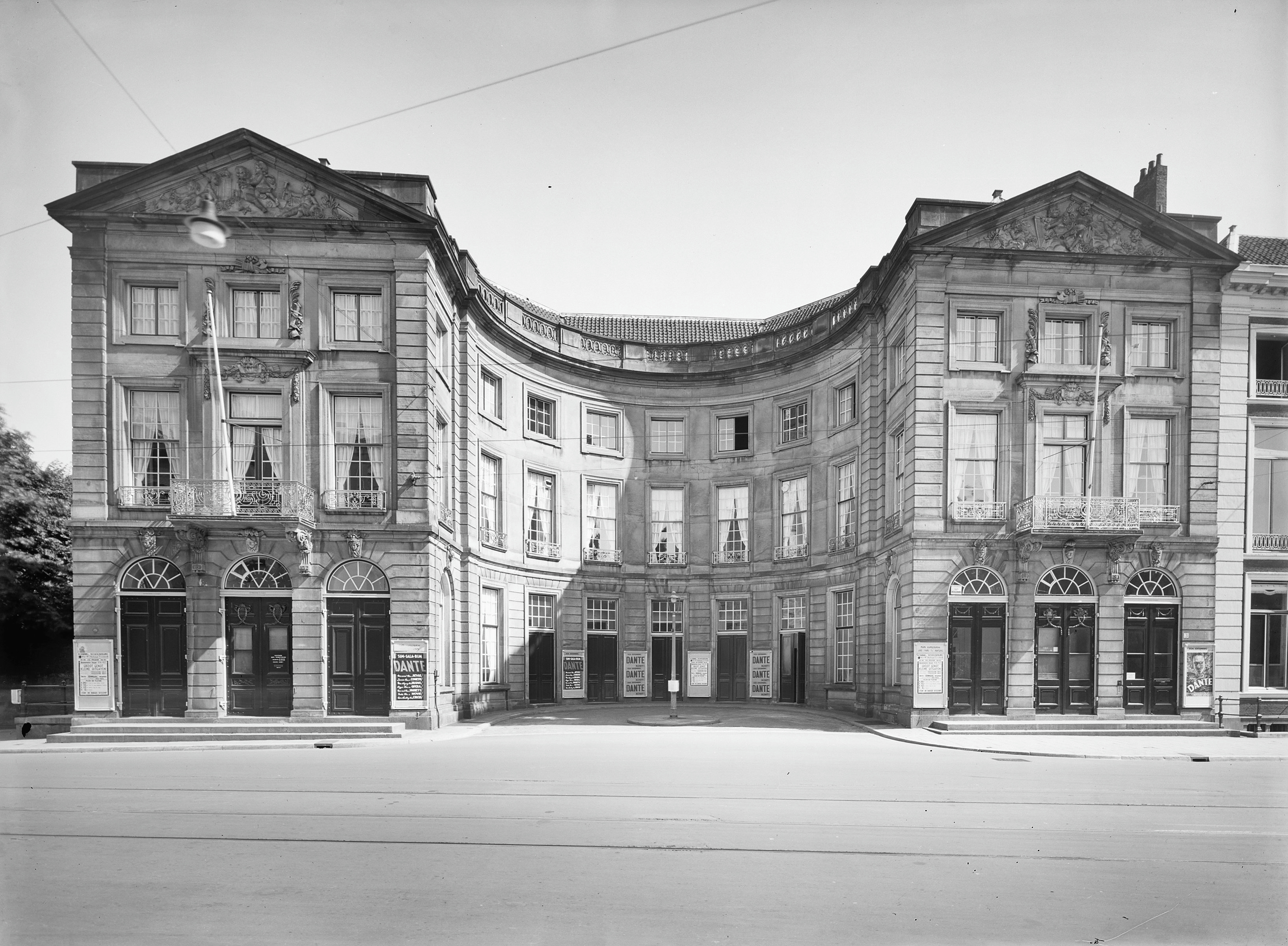
Het stadspaleis van Karel Christiaan in Den Haag, thans de Koninklijke Schouwburg
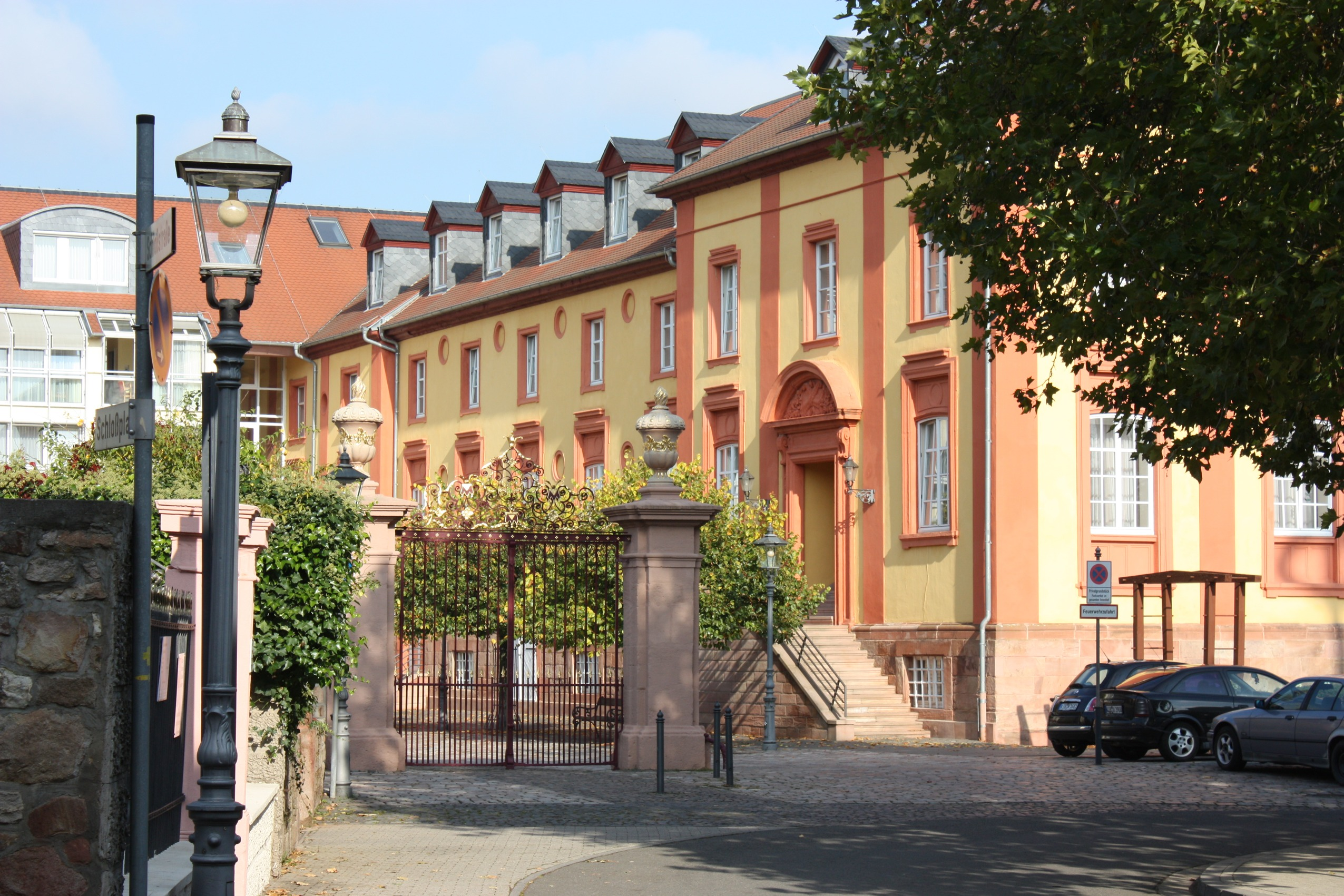
De bewaard gebleven vleugel van Slot Kirchheimbolanden, thans een verzorgingstehuis

## Huwelijk en kinderen
Karel Christiaan huwde te Den Haag op 5 maart 1760 met Carolina van Oranje-Nassau (Leeuwarden, 28 februari 1743 - Kirchheimbolanden, 6 mei 1787), dochter van prins Willem IV van Oranje-Nassau en Anna van Hannover.

Uit dit huwelijk werden de volgende kinderen geboren:
1. George Willem Belgicus (Den Haag, 18 december 1760[8] - Paleis Honselaarsdijk, 27 mei 1762).[9]
2. Willem Lodewijk Karel[10] (Den Haag, 12 december 1761[3][4][5] - Kirchheim, 16 april 1770).[11]
3. Augusta Maria Carolina[12] (Den Haag, 6 februari 1764[13] - Weilburg, 25 januari 1802).[14]
4. Wilhelmina Louise (Den Haag, 28 september 1765[3][4][5][15] - Greiz, 10 oktober 1837),[3][4][15] huwde te Kirchheimbolanden op 9 januari 1786[16] met vorst Hendrik XIII Reuß (Oudere Linie) (Greiz, 16 februari 1747 - Greiz, 29 januari 1817).[15]
5. Doodgeboren zoon (Den Haag, 22 oktober 1767).[17]
6. Frederik Willem (Den Haag, 25 oktober 1768 - Weilburg, 9 januari 1816), volgde zijn vader op.[3][4][5]
7. Carolina Louise Frederica (Kirchheimbolanden, 14 februari 1770[3][4][5] - Wiesbaden, 8 juli 1828),[18] huwde te Kirchheim op 4 september 1787[19] met vorst Karel Lodewijk Frederik Alexander van Wied-Runkel (Dierdorf, 9 september 1763 - Dierdorf, 9 maart 1824).[4]
8. Karel Lodewijk (Kirchheimbolanden, 19 juli 1772[20] - Kirchheimbolanden, 25 juli 1772).[21]
9. Karel Frederik Willem (Kirchheimbolanden, 1 mei 1775[3][4][5] - Weilburg, 11 mei 1807).[22]
10. Amalia Charlotte Wilhelmina Louise (Kirchheimbolanden, 6 augustus 1776[23] - Schaumburg an der Lahn, 19 februari 1841),[3][4][24][25] huwde eerst te Weilburg op 29 oktober 1793[3][4][24][25] met vorst Victor II Karel Frederik van Anhalt-Bernburg-Schaumburg-Hoym (Schaumburg, 2 november 1767[4][5][24][25] - Schaumburg, 22 april 1812),[4][24][25] en daarna te Slot Schaumburg op 15 februari 1813[26] met baron Friedrich von Stein-Liebenstein zu Barchfeld (14 februari 1777 - 4 december 1849).[4][5]
11. Doodgeboren dochter (Kirchheim, 21 oktober 1778).[27]
12. Kind (1779 - 1779).[28]
13. Henriëtte (Kirchheimbolanden, 22 april 1780[29] - Kirchheim unter Teck, 2 januari 1857),[30] huwde te Schloss Eremitage bij Bayreuth op 28 januari 1797[31] met hertog Lodewijk Frederik Alexander van Württemberg (Treptow an der Rega, 30 augustus 1756 - Kirchheim unter Teck, 20 september 1817).[4][24][32]
14. Kind (.. november 1784 - kort nadien overleden).[33]
15. Kind (.. november 1785 - kort nadien overleden).[34]

In een aantal genealogieën wordt een tweede (morganatisch) huwelijk van Karel Christiaan vermeld, gesloten op 2 oktober 1788 met Barbara Giessen. Dit huwelijk heeft nooit bestaan.